# ديفيد كوبسيل
ديفيد آر. كوبسيل (بالإنجليزية: David Koepsell)‏ (من مواليد 1969) هو مؤلف وفيلسوف ومحام ومعلم أمريكي ركّزت أبحاثه الأخيرة على كيفية تعامل الأخلاق والسياسة العامة مع العلوم والتكنولوجيا الناشئة. وهو محامٍ ممارس وعالم وجود وأستاذ جامعي، حاضر في جميع أنحاء العالم. وأستاذ زائر لأخلاقيات البحث في الجامعة الوطنية المستقلة في المكسيك، ومدير البحوث والمبادرات الاستراتيجية في اللجنة الوطنية لأخلاقيات البيولوجيا (كونبايوايتيكا) في المكسيك، وأستاذ مساعد بجامعة بوفالو، وزميل مخضرم ومدير التعليم في مركز التحقيق المتعدد الجنسيات ومقره في أمهرست بولاية نيويورك.

## الحياة المهنية
حصل كوبسيل على درجة الدكتوراه في الفلسفة (1997) وعلى درجة الدكتوراه في القانون أيضًا (1995) من جامعة بوفالو، حيث درس مع باري سميث. يعمل حاليًا أستاذًا مساعدًا في قسم التعليم والتدريس، جامعة بوفالو. ألقى محاضرات في جميع أنحاء العالم حول قضايا تتراوح بين الحقوق المدنية والفلسفة والعلوم وعلم الوجود ونظرية الملكية الفكرية والمجتمع والدين. عُيّن كوبسيل أستاذًا مساعدًا للفلسفة في جامعة تي يو ديلفت في سبتمبر 2008 وترقّى إلى منصب أستاذ مشارك في سبتمبر 2013. ويعمل محررًا مشاركًا في مجلة فري إينكوري. وهو مؤسس مشارك، مع إدوارد سمَر، لمؤسسة «منتجات مدروسة بعناية»، وهي مؤسسة تعليمية غير ربحية. وهو أيضًا أحد مؤسسي إينكربجين. يعمل كوبسيل أيضًا في المجلس الاستشاري لمركز دراسة الحرية الابتكارية.

## الأطروحات الرئيسية
في تناقض واضح مع عمل مايكل آر. هايم، الذي شجع ازدواجية أفلاطونية في مناقشاته حول الفضاء الإلكتروني والواقع الافتراضي، جادل كوبسيل من أجل الواقعية السريالية حول كل تعبير. كيانات الفضاء الإلكتروني هي تعبيرات من نفس النوع مثل أي شيء آخر من صنع الإنسان عمداً. يستخدم عمل كوبسيل علم الوجود القانوني وعلم الوجود المنطقي لفحص الأشياء الاجتماعية. في هذه العملية، انتقد كوبسيل التمييز بين الأشياء القابلة للحماية بموجب براءات الاختراع والأشياء المحمية بحقوق النشر باعتبارها مصطنعة، ودافع عن نهج مفتوح المصدر لجميع الملكيات الفكرية.
ركزت اهتمامات كوبسل البحثية على الرابطة بين الأخلاق والقانون والعلوم. على وجه التحديد، في أثناء وجوده في جامعة ييل بمثابة زميل زائر (2006-2007)، حقق في الأسئلة الأخلاقية المتعلقة بممارسة التنقيب البيولوجي وعناصر براءات الاختراع للجينوم البشري. يجادل كوبسيل بأن هناك نوعان من المشاعات، الآمرة والطبيعية، يطلق عليهما «المشاعات حسب الاختيار» و «المشاعات بحكم الضرورة المنطقية». جادل مؤخرًا أن الحمض النووي، مثل أطياف الراديو وأشعة الشمس والهواء، يندرج ضمن فئة «المشاعات بحكم الضرورة المنطقية»، وأن محاولات امتلاك الجينات عن طريق براءات الاختراع أمر غير عادل. نُشِر كتابه حول هذا الموضوع، بعنوان من يملكك، في مارس 2009 من قبل وايلي بلاكويل. بينما أيّده جون سولستون الحائز على جائزة نوبل باعتباره «تفكيكًا واضحًا ومقنعًا للممارسة الحالية في تسجيل براءات الاختراع للجينات البشرية، كاشفًا التناقضات الكامنة في هذه العملية ومقدمًا طرق عملية لحلها»، نُشِرت مراجعة متناقضة بوضوح لكتاب من يملكك؟ في مقابلة مع جامعة سينغيولاريتي، أشاد بقرار المحكمة في قضية شركة ميريارد جينيتيك بأن «قطعة الحمض النووي التي تحدث بشكل طبيعي هي نتاج الطبيعة وليست مؤهلة للحصول على براءة اختراع لمجرد أنها عُزلت»، في حين أن التلاعب بالجينات لإنشاء شيء ليس موجودًا في الطبيعة لا تزال مؤهلة للحصول على حماية براءات الاختراع.
في ما يتعلق بتقاطع الدين مع السياسة والسياسة العامة، كتب كوبسيل مقالة للنشرة الإنسانية العلمانية بعنوان «الولايات المتحدة ليست أمة مسيحية». في الآونة الأخيرة نقلت صحيفة لوس أنجلوس تايمز عنه قوله «أعتقد أن [بنيامين فرانكلين] كان لينزعج من الأصولية الدينية في الحكومة. كان مفكرًا حرًا في العديد من الأشياء وعلى الأقل متشككًا في الحياة الآخرة وألوهية يسوع. كان عالمًا ورجل معرفة ودنيوي».

## وصلات خارجية
- الموقع الرسمي